# Sinan Hasani
Sinan Hasani (14. května 1922 Požaran – 28. srpna 2010 Bělehrad) byl jugoslávský politik a spisovatel albánské národnosti. V letech 1986–1987 byl prezidentem Jugoslávie (předsedou předsednictva). V letech 1982–1983 byl vůdcem kosovských komunistů (předsedou ústředního výboru Svazu komunistů Kosova).

## Život
V roce 1941 se připojil ke komunistickým partyzánům, roku 1942 vstoupil do Svazu komunistů Jugoslávie. V roce 1944 byl zajat Němci a konec druhé světové války strávil v zajateckém táboře poblíž Vídně.  Po válce navštěvoval stranickou školu Đuro Đakoviće v Bělehradě (1950–1952). Později se stal vůdcem masové organizace Socialistický svaz pracujícího lidu Kosova a v letech 1965 až 1967 byl ředitelem kosovského nakladatelství Rilindja. V letech 1971 až 1974 byl jugoslávským velvyslancem v Dánsku. V roce 1975 byl zvolen místopředsedou jugoslávského Federálního shromáždění a v této funkci setrval až do roku 1982, kdy se stal předsedou Svazu komunistů Kosova.
V roce 1984 byl zvolen reprezentantem Kosova v předsednictvu SFRJ (kolektivní prezidentství), jeho funkční období skončilo v roce 1989. Roku 1986 na něj přišla řada (na základě principu rotujícího předsednictví) a stal se na rok hlavou státu. První den ve funkci jmenoval Branka Mikuliće federálním premiérem Jugoslávie. Poté, co Mikulić v březnu 1989 rezignoval, Hasani v předsednictvu podporoval Miloševićova člověka a reprezentanta "protibyrokratické revoluce" Borisava Joviće. Slovinská a chorvatská část federace prosazovala liberálního reformistu Ante Markoviće. Ten nakonec zvítězil, k jeho podpoře se nechal nakonec přesvědčit i Hasani. Konfliktům mezi jednotlivými republikami, které brzy vedly k rozpadu Jugoslávie, to však nezabránilo. Po tomto rozpadu zůstal Hasani žít v Bělehradě, samostatnost svého rodného Kosova nikdy neprosazoval ani nepodporoval. To později v Kosovu vedlo ke kontroverzím, když po něm v Prištině chtěly úřady pojmenovat ulici.
Od 60. let byl Hasani činný i literárně, napsal několik románů v albánštině: Një natë e turbullt (1966), Fëmijëria e Gjon Vatrës (1975) či Për bukën e bardhë (1977).